# Epsilonoides cordylophorus
Epsilonoides cordylophorus är en rundmaskart. Epsilonoides cordylophorus ingår i släktet Epsilonoides och familjen Epsilonematidae. Inga underarter finns listade i Catalogue of Life.